# Bac à câble
Pour les articles homonymes, voir Bac.

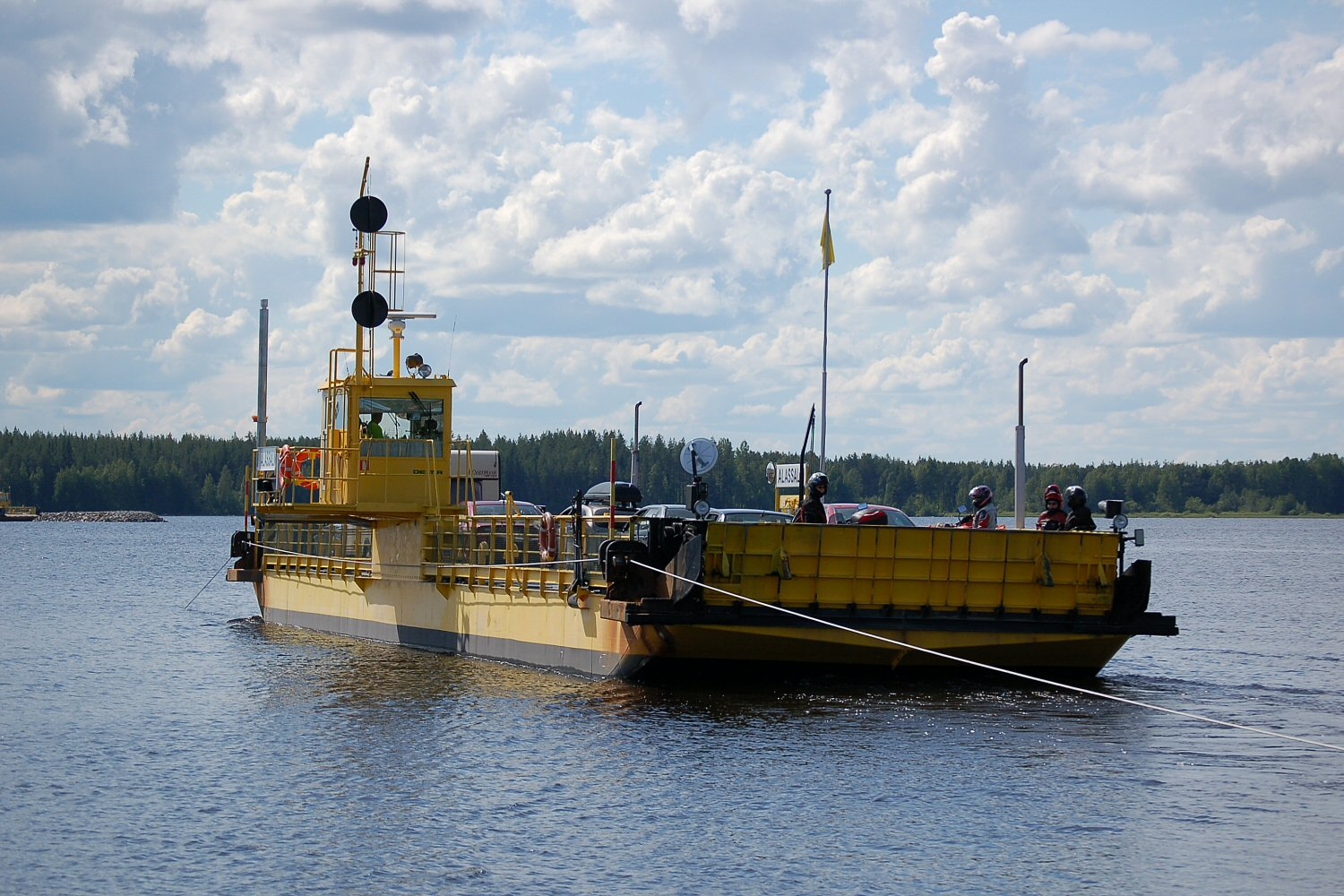
Le bac d'Alassalmi, exemple de bac à câble.

Un bac à câble ou ferry à câble, est un type de bac, un bateau à fond plat utilisé pour traverser une étendue d'eau comme un cours d'eau, qui a la particularité d'être guidé par un ou plusieurs câbles reliés aux deux rives.
À l'origine, les câbles utilisés pouvaient être des cordes ou des chaînes d'acier, mais ils ont été largement remplacés à la fin du XIXe siècle par le câble de traction plus résistant.
Le bac à câble est cependant moins utilisé que le ferry puisque par son câble, il gêne la navigation des autres bateaux. Il est donc surtout utilisé pour de courtes distances et pour des zones difficilement navigables par des bateaux sans fond plat.
Lorsque le câble ne sert que de guide et que le bac utilise une autre force pour se déplacer, comme le courant ou des rames, il est nommé « bac à traille ».

## Bacs historiques
Un bac à chaîne, situé sur la Charente desservant les communes de Dompierre-sur-Charente et Rouffiac en Charente-Maritime est encore en fonctionnement. Nommé le Châ p'tit va loin, il assure des liaisons gratuites de jour, pendant la saison estivale.